# Лилиан — извращённая девственница
«Лилиан — извращённая девственница» (исп. Lilian (la virgen pervertida), в некоторых наименованиях просто «Лилиан») — испанский порнографический фильм ужасов режиссёра Хесуса Франко, первый легальный хардкор-порнофильм Испании. Повествование в фильме осуществляется флешбэками с того момента, когда главная героиня сбегает из сексуального рабства.

## Сюжет
Молодая и невинная девушка Лилиан знакомится с видавшей виды проституткой, которая подсаживает Лилиан на наркотики и заставляет участвовать в сексуальных оргиях с элементами садомазохизма. Лилиан удаётся сбежать и найти человека, который будет за неё мстить.

## В ролях
- Катя Бинерт — Лилиан
- Лина Ромай — Ирина
- Антонио Маянс — Марио Перейра
- Эмилио Линдер — Йорг Миранда
- Мари Кармен Ниэто — Ольга

В порносценах Катю Бинерт подменяла дублёрша (в период съёмок актрисе было 17 лет).